# Bab Gharbi

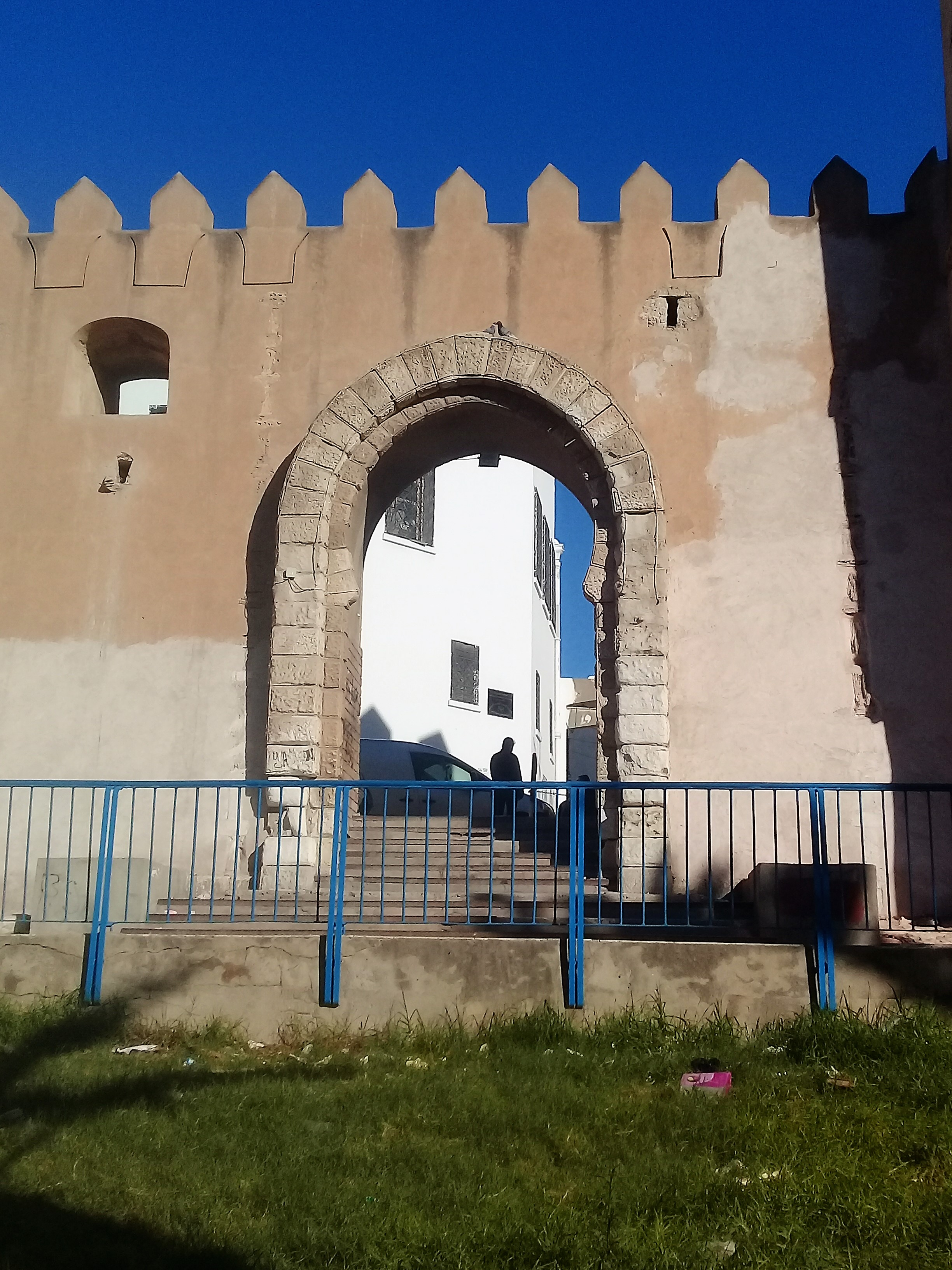
Bab Gharbi

Bab Gharbi (arabisch الباب الغربي, DMG al-Bāb al-ġarbī, dt.: Westtor) ist eines der Eingangstore der Medina der tunesischen Stadt Sfax. Es befindet sich in der Mitte der westlichen Stadtmauer und öffnet sich in Richtung des Viertels Picceville auf der gegenüberliegenden Seite der Avenue du 18 Janvier.
Dieses Tor wurde 1936 errichtet, um die Medina zu entlasten und um den Austausch mit der außerhalb der Stadtmauer gelegenen Neustadt zu fördern. Seit seiner Renovierung 1960 verfügt das Tor über einen zweiten, kleineren Nebeneingang neben dem Hauptportal. Das Eingangstor stellt den westlichsten Ausläufer der Ost-West-Mittelachse durch die Medina dar, die das Stadtgefüge in Längsrichtung teilt.